# Свети ђакон Авакум
Свети ђакон Авакум или Свети ђакон Авакум Београдски (крштено име Љепоје Продановић) , преподобни мученик, рођен је 1794. године у Кнешпољу код манастира Моштанице у Босни. Крштено име му је било Љепоје. Пострадао је у 30. децембра 1814. године када су Турци угушили Хаџи Проданову буну. Умро је у Београду, на простору између Ратничког дома и Народног позоришта. Тај простор је Турцима служио за извршење смртних пресуда – набијања на колац.

## Биографија
Свети ђакон Авакум је рођен 1794. године у Кнешпољу испод Козаре од оца Гаврила и мајке Божане. Крштено име било му је Лепоје Продановић. У породици је васпитан у хришћанском духу. Као млад остао је без оца. Зато га је мајка одвела у манастир Моштаницу. Ту се код духовника Ђенадија Шувака припремао за монашки живот и, коначно, закалуђерио. Такође ту је и књигу учио.
Пошто су Турци у крви 1809. угушили буну у том крају, српско становништво, а са њима и Игуман Генадије са сином, као и ђакон Авакум са мајком напуштају Моштаницу, која ће затим бити разорена, и прелазе у манастир Трново, код игумана Пајсија.
Током Хаџи-Проданове буне 1814. године, која је, на крају, довела до делимичне самоуправе у Србији, Милош Обреновић је помогао Турцима да угуше побуну уз услов да се ови не свете преживелим устаницима (осим Хаџи-Продана и његове браће). Међутим, после угушења побуне, Турци су похватали око 300 виђенијих Срба и поубијали (одсецањем главе или набијањем на колац). Међу ухваћенима су били и игуман Пајсије, игуман Генадије, син му Стојан и ђакон Авакум, који су отерани у Београд и тамо оковани у кули Небојши, подно Калемегдана. Игумана Пајсија су одмах, са већим бројем других Срба, Турци набили на колац за пример осталим непослушним становницима тадашњег Београдског пашалука. После тога је дошао ред на игумана Генадија и његовог сина Стојана, као и на ђакона Авакума.
Пред извођење из тамнице, Турци заробљеним Србима понудише да пређу у ислам и да тако сачувају своју главу. У страху за свој и синовљев живот, игуман Генадије прихвати, па се прозва Мула Салија, а син његов, Стојан, Реџеп. Авакум, пак одби ову понуду. По народном предању, које је забележено у епским народним песмама, Свети Авакум је одговорио речима:
Нема вјере боље од хришћанске!
Срб је Христов, радује се смрти;
А суд страшни чека и вас Турке,
Па ви чин'те што је вама драго!
А скоро ће Турци долијати,
Бог је сведок и његова правда
По предању, Авакум је ове речи гласно певао и док су га Турци водили до Стамбол капије (данас простор око Народног позоришта у Београду), где су у оно време извршавана погубљења. Када је, носећи на рамену колац на који ће да буде набијен, дошао на зараван испред уласка у Београдску тврђаву, Авакуму је пришла његова сиротица мајка, у жељи да сина спасе мучења.
Поучена од турских заповедника, да ће Авакума поштедети ако пређе у ислам, она пред њим паде на колена и плачући га поче заклињати у млеко којим га је подојила, да пристане да се потурчи и тако спасе свој млади живот, а Бог ће да му опрости јер је то учинио од големе невоље. На то јој син, по народном песнику, одговори:
Мајко моја, на млијеку ти хвала,
ал'не хвала на науци такој,
брзо ћеш се обрадовати сину,
док пред Божије изађемо лице.
Смрт избавља од свакијех биједа,
цвијет прољетни тек за зимом иде.
По народном сведочанству, када су видели да ни мајчине речи и клетве не помажу, Турци сами приђоше Авакуму и, већ намештајући колац на коме ће да га погубе, понудише му поново да се потурчи. Предање казује да их је Авакум питао: „Умиру ли Турци некад?", па када су му потврдно одговорили, он је додао:
Благо томе ко раније умре,
омање је муке и гријеха!
Чувши ово, заповедник Београда и целог пашалука, Сулејман-паша Скопљак, по предању је џелату наредио да Авакума брзо убије, како се на коцу не би дуго мучио.

## Канонизација и наслеђе
Српска православна црква је ђакона Авакума прогласила светим и дан његове смрти и представљања Господу обележава 17. децембра по Јулијанском календару.
По њему је названа ОШ „Свети Ђакон Авакум” Трнава.